# ضياء الله الفتال
ضياء الله الفتال (مواليد 1927) دبلوماسي سوري. سفير سوريا لدى الفاتيكان ومندوب الدائم لدى الأمم المتحدة.

## مناصبه
- عمل في البعثة السورية إلى الفاتيكان منذ عام 1952 وحتى 1957.
- سكرتير ثاني في السفارة السورية في أديس أبابا من 1958 وحتى 1961.
- في عام 1962 انتقل للعمل في السفارة السورية في واشنطن. بدأ عمله كسكرتير ثاني ثم أول ثم القائم بالأعمال في 1965.
- في 1967، عُين مستشار في البعثة السورية لدى الأمم المتحدة حتى عام 1972.
- عاد إلى دمشق وعمل كمدير مدير قسم المنظمات والمؤتمرات الدولية منذ عام 1972 وحتى 1974.
- عُين سفير سوريا لدى الفاتيكان منذ عام 1975 وحتى 1981.
- عين المندوب الدائم لسوريا في الأمم المتحدة عام 1981.[3] واستمر حتى 1988
- عين لمرة ثانية كمندوب الدائم لسوريا في الأمم المتحدة في عام 1990.[4] واستمر بالمنصب حتى 1996.